# Charta der Vielfalt
Die Charta der Vielfalt ist eine 2006 veröffentlichte Selbstverpflichtung und eine Non-Profit-Organisation, die sich dafür einsetzt, dass Organisationen ein Arbeitsumfeld schaffen, das frei von Vorurteilen ist. Mit der Unterzeichnung der Charta der Vielfalt erklären Arbeitgeber, dass sie Chancengleichheit für ihre Beschäftigten herstellen bzw. fördern werden. Über 6.500 Organisationen haben die Charta bis heute unterzeichnet (Stand: Juli 2025).

## Überblick
Regelmäßig stattfindende Veranstaltungen der Charta der Vielfalt sind der jährlich wiederkehrende bundesweite Deutsche Diversity-Tag im Frühjahr sowie die in Berlin stattfindende Diversity-Konferenz im November.
Bei der Charta der Vielfalt handelt es sich um eine Selbstverpflichtung, die sich für Diversity Management einsetzt. Ziel der Charta der Vielfalt ist es, ein Arbeitsumfeld zu schaffen, in dem alle Beschäftigten die gleiche Wertschätzung und Förderung erfahren, unabhängig von Nationalität, ethnischer Herkunft, Religion oder Weltanschauung, sozialer Herkunft, Behinderung, Alter sowie sexueller Orientierung und geschlechtliche Identität.

## Geschichte und Organisation

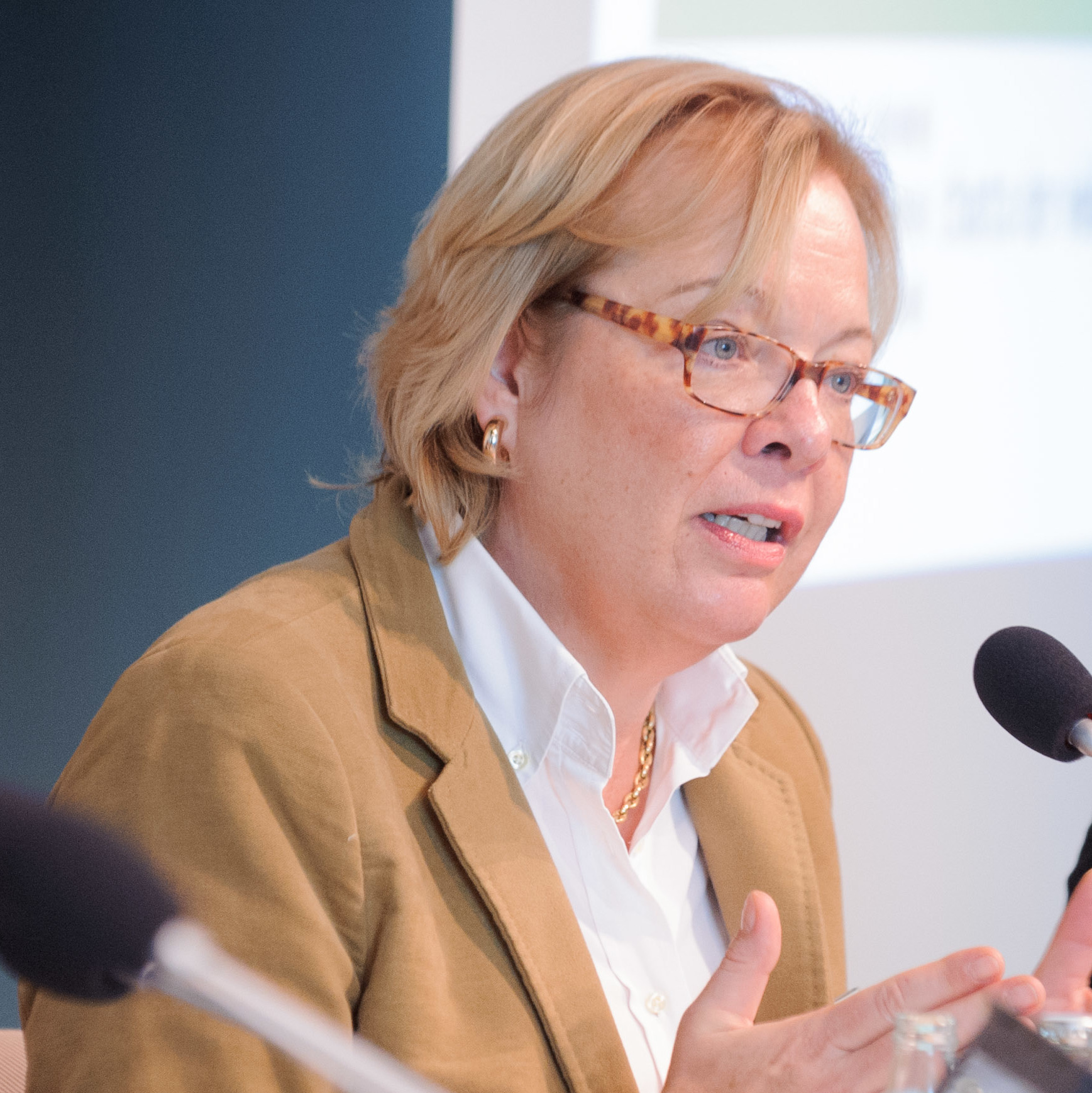
Aletta Gräfin von Hardenberg, ehemalige Geschäftsführerin der Charta der Vielfalt, (2012)

Die Charta der Vielfalt wurde im Dezember 2006 von vier Unternehmen initiiert. Bundeskanzlerin a. D. Angela Merkel übernahm von Beginn an die Schirmherrschaft. Seit 2022 hat Bundeskanzler Olaf Scholz die Schirmherrschaft inne. Reem Alabali-Radovan, Beauftragte der Bundesregierung für Migration, Flüchtlinge und Integration sowie Beauftragte der Bundesregierung für Antirassismus, unterstützt die Initiative.
Am 10. September 2010 gründeten elf Unternehmen den Verein Charta der Vielfalt e.V. mit Sitz in Berlin. Der Verein übernahm ab diesem Zeitpunkt die inhaltliche Arbeit, um das Thema Diversity Management in Deutschland voranzutreiben. Die Bundesregierung blieb weiterhin mit der Migrations- und Integrationsbeauftragten als Vorstandsmitglied vertreten.
Vorstandsmitglieder sind seit 2024:
- Dr. Eva Voß (Vorstandsvorsitzende)
- Rafael Cruces (1. Stellvertretender Vorsitzender des Vorstandes & Schatzmeister)
- Michaela Jaap (2. Stellvertretende Vorsitzende des Vorstandes)
- Frank Rusko (Mitglied des Vorstandes)
- Vertretung der Bundesregierung noch ausstehend. Zuletzt im Amt, die Integrations- und Antirassismus-Beauftragte des Bundes, Reem Alabali-Radovan.

Institutionelle Mitglieder im Mai 2023: 40

## Berichterstattung in den Medien

### Kritik
Kritiker werfen verschiedenen Unterzeichnern vor, die Charta der Vielfalt einzig zur Verbesserung ihres Images zu nutzen statt zur aufrichtigen Anerkennung und Wertschätzung von Vielfalt innerhalb der Organisationen. Tatsächlich überprüft der Charta der Vielfalt e. V. nicht, ob unterzeichnende Organisationen die Standards der Selbstverpflichtung umsetzen. Auch die Bundesregierung, die über die Beauftragte für Migration, Flüchtlinge und Integration jede Charta-Urkunde der unterzeichnenden Unternehmen und Organisationen gegenzeichnet, überprüft nicht, ob diese die Charta-Standards auch wirklich umsetzen. Der Charta der Vielfalt e. V. wiederum setzt lediglich eine „aktive Beteiligung der Unterzeichner am Deutschen Diversity-Tag und die Veröffentlichung von nachahmenswerten Umsetzungsbeispielen aus dem Diversity Management“ voraus.
Ein Jahr nach dem Start der Initiative im Jahr 2006 sprach Der Spiegel im Artikel „Schöner Schein zum Nulltarif“ von „nebulösen Inhalten“ und bezweifelte, dass konkrete Erfolge erzielt worden seien. Kritisiert wurde vor allem, dass die Unternehmensinitiative keine klaren Forderungen an Unternehmen und Organisationen stelle, um Unterzeichner zu werden. So können die Unternehmen den Schein wahren, ohne in der Praxis die Möglichkeiten für Flüchtlinge, Menschen mit Behinderungen und weiteren Beschäftigten zu verbessern. Das Manager Magazin stellte 2010 den Charta-Mitbegründer BP als ein Beispiel für Unternehmen dar, die sich nach außen hin verantwortungsbewusst geben, im operativen Geschäft jedoch die Nachhaltigkeit vernachlässigten. Die Frankfurter Allgemeine Zeitung stellte 2011 fest, dass der Deutsche Fußball-Bund zwar öffentlichkeitswirksam die Charta unterzeichnet, aber keine einzige Frau ins Präsidium berufen habe. Acht von den damals dreizehn Mitgliedern des Charta-Vereins hätten keine Frau im Vorstand. Im Jahr 2016 hatten von den 19 Vereinsmitgliedern über die Hälfte der Vereinsmitglieder (12 Unternehmen) Frauen im Vorstand.
Anfang 2016 veröffentlichte Deutschlandradio Kultur einen Beitrag zum Stand der Charta der Vielfalt nach zehn Jahren und zur Position der Gewerkschaft Verdi, die Kritik am Arbeitgeber-Ansatz der Charta der Vielfalt äußerte. Eines der Hauptargumente der Gewerkschaft war es, dass die Charta der Vielfalt den Schwerpunkt auf den wirtschaftlichen Nutzen von Diversity setzt, statt Menschlichkeit in den Vordergrund zu rücken.
Ein vorgebrachtes Gegenargument geht auf die Struktur der Charta der Vielfalt ein. Als Unternehmensinitiative habe sie die Aufgabe u. a., Diversity Management öffentlich bekannt zu machen und das Thema innerhalb der Organisationen voranzubringen, statt mit äußeren Instrumenten, wie beispielsweise Gesetzgebung und Quoten, Veränderungen herbeizuführen.

### Weitere Berichterstattung
In einer Studie für die Charta der Vielfalt wurde festgestellt, dass die Arbeit in den letzten Jahren gezeigt habe, dass Diversity Management am erfolgreichsten einen Wandel der Unternehmenskultur herbeiführe, wenn es „Chefsache“ sei.
Zum 10-jährigen Jubiläum der Charta der Vielfalt im Jahr 2016 wurden weitere Medienberichte veröffentlicht, die auf die Arbeit in den letzten zehn Jahren eingingen, auf den 4. Deutschen Diversity-Tag und den Stand von Diversity in Deutschland. Auch zu den Vielfaltswerkstätten wurde in den Medien berichtet, so beispielsweise in einem Interview mit der Geschäftsführerin der Charta der Vielfalt und dem Präsidenten von Werder Bremen.
Die im November 2016 von Ernst & Young und der Charta der Vielfalt veröffentlichte Studie „Diversity in Deutschland“ bekam auch Medienbeachtung. Der Tagesspiegel titelte „Für die Entfaltung jedes Einzelnen“. Die ZEIT führte mit der Vorsitzenden der Charta der Vielfalt, Ana-Cristina Grohnert, ein Interview, in dem auf die Ergebnisse der Studie eingegangen wurde.

## Sonstiges / Trivia
Die Charta der Vielfalt ist Teil des Netzwerks der „EU Diversity Charter“. Die europäische Kommission rief diese Plattform ins Leben, damit die nationalen Initiativen sich europaweit besser koordinieren können. In 26 anderen europäischen Ländern gibt es ähnlich aufgebaute Charta-Initiativen, u. a. in Polen, Österreich, Italien und Frankreich.